# Darshan Kang
Darshan Singh Kang (né en 1951 en Inde) est un homme politique canadien, député indépendant de Calgary Skyview. Il y a été élu en 2015 sous l'étiquette du Parti libéral du Canada avant de quitter le caucus le 31 août 2017 à la suite d'allégations pour harcèlement sexuel. Il a auparavant mené une carrière sur la scène politique albertaine, comme député libéral de Calgary-McCall de 2008 à 2015

## Biographie
Né en Inde, Darshan Kang se prépare à des études de médecine mais doit y renoncer à la suite du décès de son père. Ainé de sa famille, il doit subvenir à leurs besoins et fait alors de multiples petits boulots comme  mineur de charbon, soudeur, concierge ou chauffeur de taxi. À 19 ans, il déménage seul à Calgary où il exercera de nouveau différents travaux, notamment comme agent immobilier, puis devient fonctionnaire avant de se lancer en politique.
Il est de sikh pratiquant.

### Politique provinciale
Membre du Parti libéral de l'Alberta, il postule pour la première fois dans Calgary-McCall lors des élections générales albertaines de 2004. Il est battu par Shiraz Shariff, député sortant du Parti progressiste-conservateur de l'Alberta, mais distancé de seulement 300 voix.
Il retente sa chance lors des élections générales de 2008 et défait cette fois son adversaire en le devançant de 98 voix. Il fera appel mais la démarche sera infructueuse et fixera l'avance de Kang à 118 voix. Malgré cette victoire, les élections sont une défaites pour les libéraux albertains, qui perdent de nombreux sièges et n'ont plus que 9 élus.
Lors des élections suivantes, les sorties d'urnes le donnent battus par le candidat du Parti Wildrose, mais il remporte finalement la victoire avec 680 voix d'avance. Il annonce en 2014 vouloir se présenter aux élections fédérales de 2015 et ne se représente donc pas lors des élections générales albertaines de 2015. Le siège de Calgary-McCall est remporté par Irfan Sabir, du Nouveau Parti démocratique de l'Alberta, le candidat libéral finissant quatrième.

#### Résultats électoraux
| Élection générale albertaine de 2008 : Calgary-McCall | Élection générale albertaine de 2008 : Calgary-McCall | Élection générale albertaine de 2008 : Calgary-McCall | Élection générale albertaine de 2008 : Calgary-McCall | Élection générale albertaine de 2008 : Calgary-McCall | Élection générale albertaine de 2008 : Calgary-McCall |
| Parti                                                 | Parti                                                 | Candidat                                              | # de voix                                             | % de voix                                             |                                                       |
| ----------------------------------------------------- | ----------------------------------------------------- | ----------------------------------------------------- | ----------------------------------------------------- | ----------------------------------------------------- | ----------------------------------------------------- |
|                                                       | Libéral                                               | Darshan Kang                                          | 3865                                                  | 36,69 %                                               |                                                       |
|                                                       | Wildrose                                              | Grant Galpin                                          | 3185                                                  | 30,24 %                                               |                                                       |
|                                                       | Progressiste-conservateur                             | Shiraz Shariff                                        | 3085                                                  | 29,29 %                                               |                                                       |
|                                                       | Néo-démocrate                                         | Collette Singh                                        | 227                                                   | 2,15 %                                                |                                                       |
|                                                       | Vert                                                  | Heather Brocklesby                                    | 137                                                   | 1,30 %                                                |                                                       |
|                                                       | Indépendant                                           | Heather Brocklesby                                    | 35                                                    | 0,33 %                                                |                                                       |
| Total                                                 | Total                                                 | Total                                                 | 10534                                                 | 100,00 %                                              |                                                       |

| Élection générale albertaine de 2008 : Calgary-McCall | Élection générale albertaine de 2008 : Calgary-McCall | Élection générale albertaine de 2008 : Calgary-McCall | Élection générale albertaine de 2008 : Calgary-McCall | Élection générale albertaine de 2008 : Calgary-McCall | Élection générale albertaine de 2008 : Calgary-McCall |
| Parti                                                 | Parti                                                 | Candidat                                              | # de voix                                             | % de voix                                             |                                                       |
| ----------------------------------------------------- | ----------------------------------------------------- | ----------------------------------------------------- | ----------------------------------------------------- | ----------------------------------------------------- | ----------------------------------------------------- |
|                                                       | Libéral                                               | Darshan Kang                                          | 4279                                                  | 44,38 %                                               | +4,93 %                                               |
|                                                       | Progressiste-conservateur                             | Shiraz Shariff                                        | 4161                                                  | 43,16 %                                               | -0,44%                                                |
|                                                       | Wildrose                                              | Ina Given                                             | 542                                                   | 5,62 %                                                | -2?24 %                                               |
|                                                       | Vert                                                  | Heather Brocklesby                                    | 385                                                   | 3?99 %                                                | -0?62 %                                               |
|                                                       | Néo-démocrate                                         | Preet Sihota                                          | 328                                                   | 2,85 %                                                | -1,63 %                                               |
| Total                                                 | Total                                                 | Total                                                 | 9642                                                  | 100,00 %                                              |                                                       |

| Élection générale albertaine de 2004 : Calgary-McCall | Élection générale albertaine de 2004 : Calgary-McCall | Élection générale albertaine de 2004 : Calgary-McCall | Élection générale albertaine de 2004 : Calgary-McCall | Élection générale albertaine de 2004 : Calgary-McCall | Élection générale albertaine de 2004 : Calgary-McCall |
| Parti                                                 | Parti                                                 | Candidat                                              | # de voix                                             | % de voix                                             |                                                       |
| ----------------------------------------------------- | ----------------------------------------------------- | ----------------------------------------------------- | ----------------------------------------------------- | ----------------------------------------------------- | ----------------------------------------------------- |
|                                                       | Progressiste-conservateur                             | Shiraz Shariff                                        | 3195                                                  | 43,60 %                                               | -26,55%                                               |
|                                                       | Libéral                                               | Darshan Kang                                          | 2891                                                  | 39,45 %                                               | +17,18 %                                              |
|                                                       | Alberta Alliance Party                                | Ina Given                                             | 576                                                   | 7,86 %                                                |                                                       |
|                                                       | Vert                                                  | Sean Brocklesby                                       | 338                                                   | 4,61%                                                 |                                                       |
|                                                       | Néo-démocrate                                         | Preet Sihota                                          | 328                                                   | 4,48 %                                                | -0,32 %                                               |
| Total                                                 | Total                                                 | Total                                                 | 7328                                                  | 100,00 %                                              |                                                       |

### Politique fédérale
En février 2014, il annonce son intention de se présenter à l'investiture du Parti libéral du Canada pour les élections fédérales de 2015 dans Calgary Skyview. Aucun autre candidat ne se présentant, il est désigné par acclamation en juin
La circonscription, nouvellement créée, reprend une grande partie Calgary-Nord-Est, où le candidat conservateur a été élu avec plus de 50 % des suffrages, devançant largement les candidats libéraux, lors des élections précédentes. Devinder Shory, député sortant, se représente. Au soir de l'élection fédérale c'est cependant Darshan Kang qui est élu, dans la vague de la victoire de Justin Trudeau, avec plus de 3000 voix d'avance sur son principal adversaire. Avec son collègue Kent Hehr, il est le premier député libéral fédéral élu à Calgary depuis 1968.
Le 11 août 2017, The Hill Times rapporté qu'une enquête pour harcèlement sexuel menée par le chef des ressources humaines de la Chambre des communes vise le député. La plainte viendrait d'une employée de son bureau de circonscription. Le père de la plaignante a ensuite affirmé que Kang avait proposé de l'argent à sa fille pour éviter la plainte. Le 31 août suivant le même journal indique qu'une ancienne employée l'accuse de l'avoir embrassé et de lui avoir touché les seins sans son consentement, elle affirme : « Il ne comprend pas ou ne semble pas se préoccuper du mot "non" ou "stop "».
Le jour même, il annonce sa démission du caucus libéral en déclarant vouloir se concentrer sur sa défense et ne pas nuire à ses collègues. Il siège alors comme indépendant et perd son poste de membre de la commission de la santé.

#### Résultats électoraux
|       | Candidat           | Parti                                              | # de voix | % des voix |
|       | (x) Devinder Shory | Conservateur                                       | +17 884,  | 39,73 %    |
|       | Darshan Kang       | Libéral                                            | +20 664,  | 45,91 %    |
|       | Sahajvir Singh     | NPD                                                | +03 605,  | 8,01 %     |
|       | Ed Reddy           | Vert                                               | +00846,   | 1,88 %     |
|       | Daniel Blanchard   | Marxiste-léniniste                                 | +00088,   | 0,2 %      |
|       | Najeeb Butt        | Parti progressiste canadien                        | +00957,   | 2,13 %     |
|       | Stephen Garvey     | Parti pour l'avancement de la démocratie au Canada | +00786,   | 1,75 %     |
|       | Joseph Young       | Indépendant                                        | +00182,   | 0,4 %      |
| Total | Total              | Total                                              | 45 012    | 100 %      |